# Villers-sur-Port
Villers-sur-Port és un municipi francès situat al departament de l'Alt Saona i a la regió de Borgonya - Franc Comtat. L'any 2007 tenia 206 habitants.

## Demografia

### Població
El 2007 la població de fet de Villers-sur-Port era de 206 persones. Hi havia 64 famílies, de les quals 16 eren unipersonals (8 homes vivint sols i 8 dones vivint soles), 4 parelles sense fills, 36 parelles amb fills i 8 famílies monoparentals amb fills.
La població ha evolucionat segons el següent gràfic:
Habitants censats

### Habitatges
El 2007 hi havia 96 habitatges, 76 eren l'habitatge principal de la família, 10 eren segones residències i 10 estaven desocupats. 77 eren cases i 19 eren apartaments. Dels 76 habitatges principals, 55 estaven ocupats pels seus propietaris, 17 estaven llogats i ocupats pels llogaters i 4 estaven cedits a títol gratuït; 3 tenien dues cambres, 6 en tenien tres, 11 en tenien quatre i 56 en tenien cinc o més. 58 habitatges disposaven pel capbaix d'una plaça de pàrquing. A 23 habitatges hi havia un automòbil i a 45 n'hi havia dos o més.

### Piràmide de població
La piràmide de població per edats i sexe el 2009 era:
| Homes | Edats   | Dones |
| ----- | ------- | ----- |
| 4     | 95 o +  | 0     |
| 0     | 90 a 94 | 0     |
| 0     | 85 a 89 | 0     |
| 0     | 80 a 84 | 0     |
| 4     | 75 a 79 | 0     |
| 8     | 70 a 74 | 4     |
| 4     | 65 a 69 | 0     |
| 0     | 60 a 64 | 4     |
| 8     | 55 a 59 | 4     |
| 4     | 50 a 54 | 4     |
| 12    | 45 a 49 | 4     |
| 20    | 40 a 44 | 20    |
| 12    | 35 a 39 | 16    |
| 4     | 30 a 34 | 4     |
| 12    | 25 a 29 | 0     |
| 4     | 20 a 24 | 16    |
| 4     | 15 a 19 | 24    |
| 8     | 10 a 14 | 12    |
| 4     | 5 a 9   | 20    |
| 0     | 0 a 4   | 4     |

## Economia
El 2007 la població en edat de treballar era de 132 persones, 109 eren actives i 23 eren inactives. De les 109 persones actives 106 estaven ocupades (60 homes i 46 dones) i 3 estaven aturades (1 home i 2 dones). De les 23 persones inactives 6 estaven jubilades, 12 estaven estudiant i 5 estaven classificades com a «altres inactius».

### Ingressos
El 2009 a Villers-sur-Port hi havia 70 unitats fiscals que integraven 202 persones, la mediana anual d'ingressos fiscals per persona era de 16.867 €.

### Activitats econòmiques
Dels 9 establiments que hi havia el 2007, 3 eren d'empreses de fabricació d'altres productes industrials, 2 d'empreses de construcció, 1 d'una empresa financera i 3 d'empreses de serveis.
Dels 3 establiments de servei als particulars que hi havia el 2009, 1 era un taller de reparació d'automòbils i de material agrícola i 2 fusteries.
L'any 2000 a Villers-sur-Port hi havia 8 explotacions agrícoles que ocupaven un total de 420 hectàrees.

## Poblacions més properes
El següent diagrama mostra les poblacions més properes.